# Mas-Saintes-Puelles
Mas-Saintes-Puelles  (Mas Santas Puèlas en occitan) est une commune française située dans le nord-ouest du département de l'Aude, en région Occitanie.
Sur le plan historique et culturel, la commune fait partie du Lauragais, l'ancien « Pays de Cocagne », lié à la fois à la culture du pastel et à l’abondance des productions, et de « grenier à blé du Languedoc ». Exposée à un climat méditerranéen, elle est drainée par le canal du Midi, la Ganguise, le ruisseau de Tréboul, le ruisseau de Labexen et divers autres petits cours d'eau. La commune possède un patrimoine naturel remarquable : un site Natura 2000 (le « piège et collines du Lauragais ») et trois zones naturelles d'intérêt écologique, faunistique et floristique.
Mas-Saintes-Puelles est une commune rurale et compte 937 habitants en 2022, après avoir connu une forte hausse de la population depuis 1975. Elle fait partie de l'aire d'attraction de Castelnaudary. Ses habitants sont appelés les Massogiens et Massogiennes.
Le patrimoine architectural de la commune comprend quatre  immeubles protégés au titre des monuments historiques : l'église Saintes-Puelles, classée en 1908, la maison Nicol, inscrite en 1964, le canal du Midi (écluse triple de Laurens), inscrit en 1996, et le canal du Midi (maison éclusière de Laurens), inscrit en 1997.

## Géographie
Mas-Saintes-Puelles est une commune du Lauragais de 2 763 ha située à 6 km à l'ouest de Castelnaudary, dans son aire urbaine.

### Communes limitrophes
Les communes limitrophes sont  Baraigne, Castelnaudary, Cumiès, Labastide-d'Anjou, Molleville, Montauriol, Payra-sur-l'Hers, Ricaud et Villeneuve-la-Comptal.
| Baraigne           | Labastide-d'Anjou   | Ricaud                |
| Molleville         | Mas-Saintes-Puelles | Castelnaudary         |
| Cumiès, Montauriol | Payra-sur-l'Hers    | Villeneuve-la-Comptal |

### Géologie et relief
Son territoire qui s'étend entre la route nationale 113 au nord et le ruisseau de la Ganguise au sud se partage entre les collines de la Piège et la pointe ouest de la dépression éolienne de Pexiora. Cette plaine se prolonge vers le nord par delà le col de Naurouze par la vallée de l'Hers-Mort. Ce passage étroit entre la montagne Noire et les collines de la Piège était emprunté depuis l'Antiquité par la Via Aquitania qui reliait Narbonne à Bordeaux. Aujourd'hui cette plaine de quelques kilomètres de largeur est traversée par la nationale 113 au nord, le canal du Midi, la voie de chemin de fer de Toulouse à Narbonne et l'autoroute française A61 aux tracés presque parallèles. Cette plaine est parcourue par le Tréboul petit affluent du Fresquel qui se jette dans l'Aude.
La Piège est une zone de collines issue de l'érosion des Pyrénées faite de molasses et de marnes où s'intercalent des bancs de calcaire utilisé pour la construction et de poudingues. Sur la commune le point le plus élevé est à 328 m. Cette zone de collines s'étend vers l'est vers les vallées de l'Hers-Vif et de l'Ariège.

### Hydrographie
La commune est pour partie dans le bassin de la Garonne, au sein du bassin hydrographique Adour-Garonne, et pour partie dans la région hydrographique « Côtiers méditerranéens », au sein du bassin hydrographique Rhône-Méditerranée-Corse. Elle est drainée par le canal du Midi, la Ganguise, le ruisseau de Tréboul, le ruisseau de Labexen, le ruisseau de Migou, le ruisseau des Agals et par divers petits cours d'eau, qui constituent un réseau hydrographique de 22 km de longueur totale,.
Le canal du Midi, d'une longueur totale de 239,8 km, est un canal de navigation à bief de partage qui relie Toulouse à la mer Méditerranée depuis le xviie siècle.
La Ganguise, d'une longueur totale de 16,7 km, prend sa source dans la commune de Villeneuve-la-Comptal et s'écoule du sud-est vers le nord-ouest. Elle traverse la commune et se jette dans l'Hers-Mort à Beauteville, après avoir traversé 10 communes.
Le ruisseau de Tréboul, d'une longueur totale de 22,5 km, prend sa source dans la commune et s'écoule vers le sud-est. Il traverse la commune et se jette dans le Fresquel à Villepinte, après avoir traversé 7 communes.

### Climat
Pour des articles plus généraux, voir Climat de l'Occitanie et Climat de l'Aude.
En 2010, le climat de la commune est de type climat du Bassin du Sud-Ouest, selon une étude s'appuyant sur une série de données couvrant la période 1971-2000. En 2020, Météo-France publie une typologie des climats de la France métropolitaine dans laquelle la commune est exposée à un climat océanique altéré et est dans la région climatique Aquitaine, Gascogne, caractérisée par une pluviométrie abondante au printemps, modérée en automne, un faible ensoleillement au printemps, un été chaud (19,5 °C), des vents faibles, des brouillards fréquents en automne et en hiver et des orages fréquents en été (15 à 20 jours).
Pour la période 1971-2000, la température annuelle moyenne est de 13,3 °C, avec une amplitude thermique annuelle de 15,9 °C. Le cumul annuel moyen de précipitations est de 683 mm, avec 9,2 jours de précipitations en janvier et 5,2 jours en juillet. Pour la période 1991-2020, la température moyenne annuelle observée sur la station météorologique la plus proche, située sur la commune de Castelnaudary à 6 km à vol d'oiseau, est de 14,1 °C et le cumul annuel moyen de précipitations est de 707,4 mm,. Pour l'avenir, les paramètres climatiques de la commune estimés pour 2050 selon différents scénarios d'émission de gaz à effet de serre sont consultables sur un site dédié publié par Météo-France en novembre 2022.

### Milieux naturels et biodiversité

#### Réseau Natura 2000

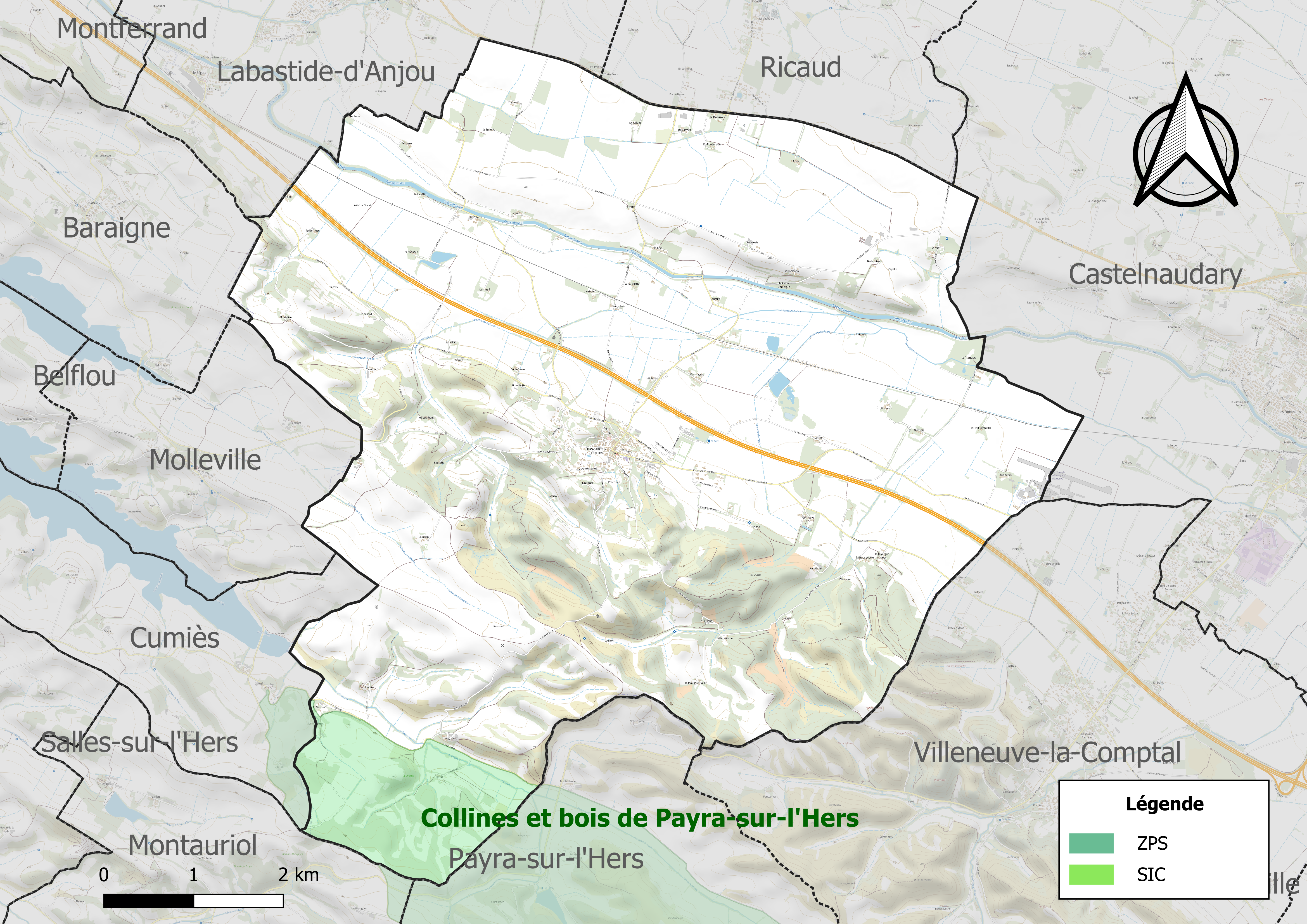
Sites Natura 2000 sur le territoire communal.

Le réseau Natura 2000 est un réseau écologique européen de sites naturels d'intérêt écologique élaboré à partir des directives habitats et oiseaux, constitué de zones spéciales de conservation (ZSC) et de zones de protection spéciale (ZPS).
Un site Natura 2000 a été défini sur la commune au titre  de la directive oiseaux : le « piège et collines du Lauragais », d'une superficie de 31 216 ha, ayant une position de transition entre la Montagne Noire et les premiers contreforts pyrénéens. On y voit donc régulièrement des espèces à grand domaine vital soit en chasse, soit à la recherche soit de sites de nidification : le Vautour fauve, l'Aigle royal, le Faucon pèlerin sont ainsi plus ou moins régulièrement observés sur le territoire concerné.

#### Zones naturelles d'intérêt écologique, faunistique et floristique
L’inventaire des zones naturelles d'intérêt écologique, faunistique et floristique (ZNIEFF) a pour objectif de réaliser une couverture des zones les plus intéressantes sur le plan écologique, essentiellement dans la perspective d’améliorer la connaissance du patrimoine naturel national et de fournir aux différents décideurs un outil d’aide à la prise en compte de l’environnement dans l’aménagement du territoire.
Une ZNIEFF de type 1 est recensée sur la commune :
les « collines et bois de Payra-sur-l'Hers » (3 061 ha), couvrant 6 communes du département et deux ZNIEFF de type 2, : 
- la « bordure orientale de la Piège » (11 102 ha), couvrant 22 communes du département[19] ;
- les « collines de la Piège » (27 918 ha), couvrant 40 communes dont 38 dans l'Aude et 2 dans la Haute-Garonne[20].

Carte des ZNIEFF de type 1 et 2 à Mas-Saintes-Puelles.
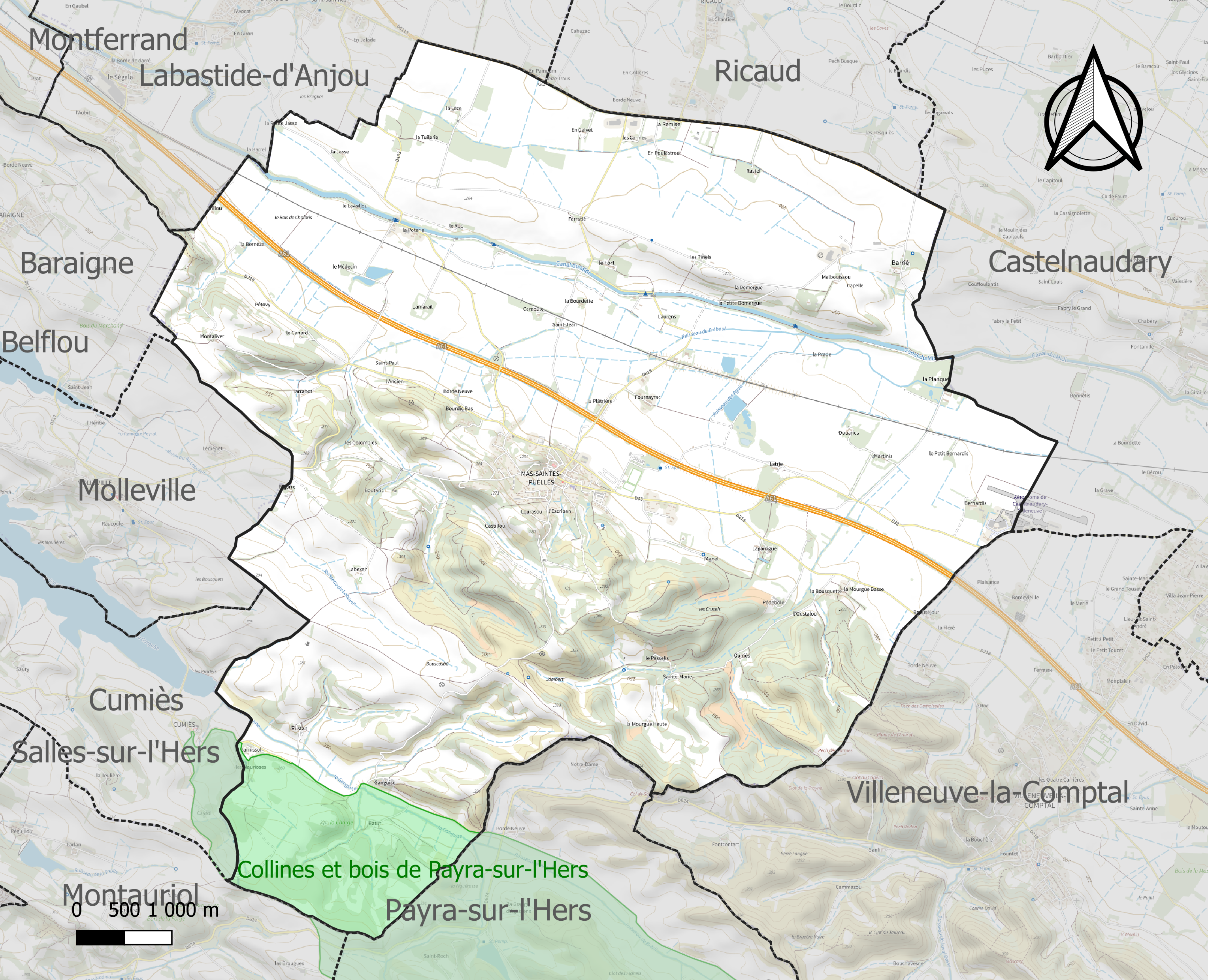
Carte de la ZNIEFF de type 1 sur la commune.
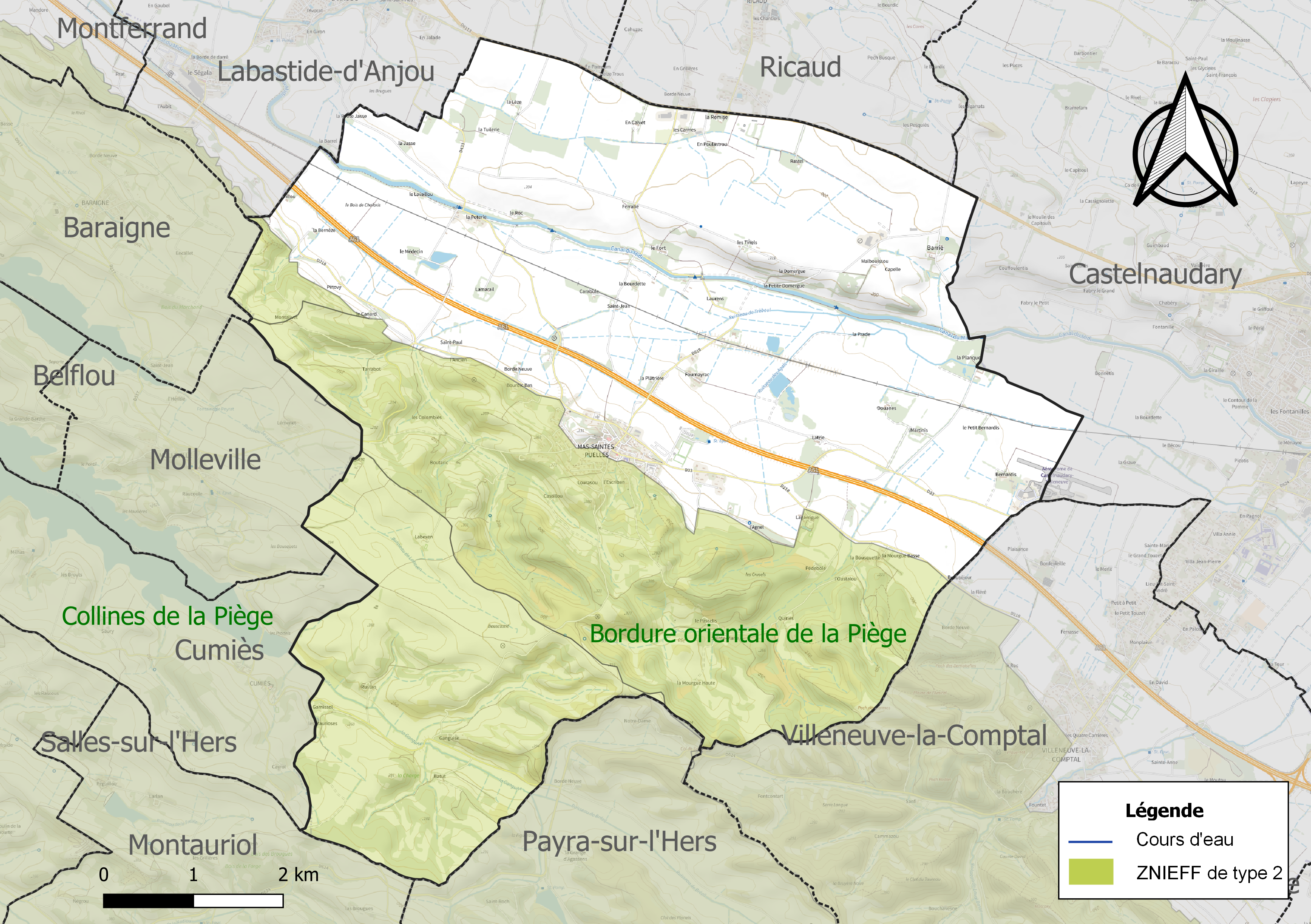
Carte des ZNIEFF de type 2 sur la commune.

## Urbanisme

### Typologie
Au 1er janvier 2024, Mas-Saintes-Puelles est catégorisée bourg rural, selon la nouvelle grille communale de densité à 7 niveaux définie par l'Insee en 2022.
Elle est située hors unité urbaine. Par ailleurs la commune fait partie de l'aire d'attraction de Castelnaudary, dont elle est une commune de la couronne,. Cette aire, qui regroupe 34 communes, est catégorisée dans les aires de moins de 50 000 habitants,.

### Occupation des sols
L'occupation des sols de la commune, telle qu'elle ressort de la base de données européenne d’occupation biophysique des sols Corine Land Cover (CLC), est marquée par l'importance des territoires agricoles (83,6 % en 2018), en augmentation par rapport à 1990 (81,5 %). La répartition détaillée en 2018 est la suivante : 
terres arables (58,7 %), zones agricoles hétérogènes (24,9 %), milieux à végétation arbustive et/ou herbacée (13,8 %), zones urbanisées (1,3 %), forêts (0,8 %), zones industrielles ou commerciales et réseaux de communication (0,5 %), prairies (0,1 %). L'évolution de l’occupation des sols de la commune et de ses infrastructures peut être observée sur les différentes représentations cartographiques du territoire : la carte de Cassini (XVIIIe siècle), la carte d'état-major (1820-1866) et les cartes ou photos aériennes de l'IGN pour la période actuelle (1950 à aujourd'hui).

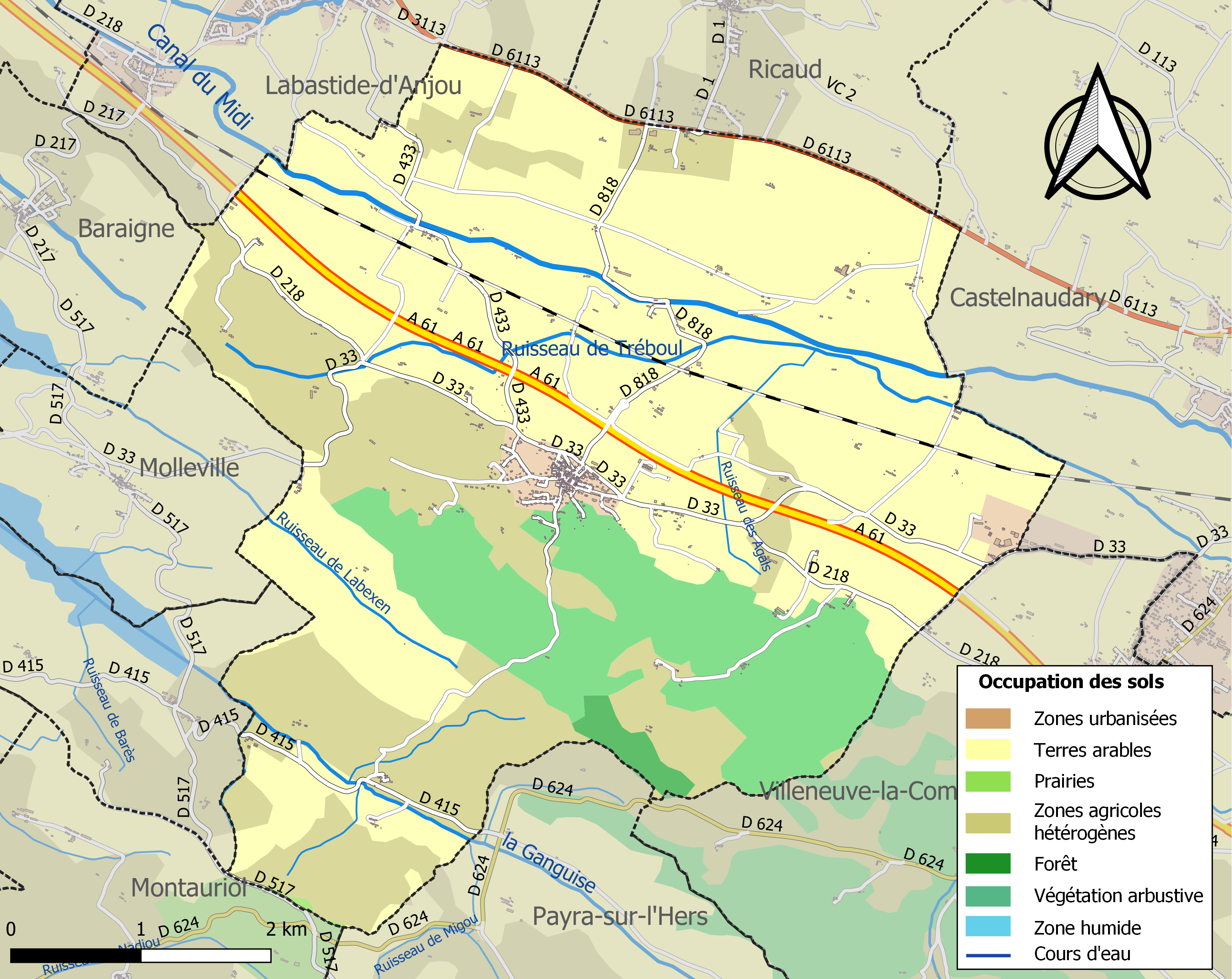
Carte des infrastructures et de l'occupation des sols de la commune en 2018 (CLC).

### Risques majeurs
Le territoire de la commune de Mas-Saintes-Puelles est vulnérable à différents aléas naturels : météorologiques (tempête, orage, neige, grand froid, canicule ou sécheresse), inondations et séisme (sismicité très faible). Il est également exposé à un risque technologique,  le transport de matières dangereuses. Un site publié par le BRGM permet d'évaluer simplement et rapidement les risques d'un bien localisé soit par son adresse soit par le numéro de sa parcelle.

#### Risques naturels
Certaines parties du territoire communal sont susceptibles d’être affectées par le risque d’inondation par débordement de cours d'eau, notamment la Ganguise, le canal du Midi et le ruisseau de Tréboul. La commune a été reconnue en état de catastrophe naturelle au titre des dommages causés par les inondations et coulées de boue survenues en 1982, 1985, 1992, 1999, 2009, 2011 et 2018,.

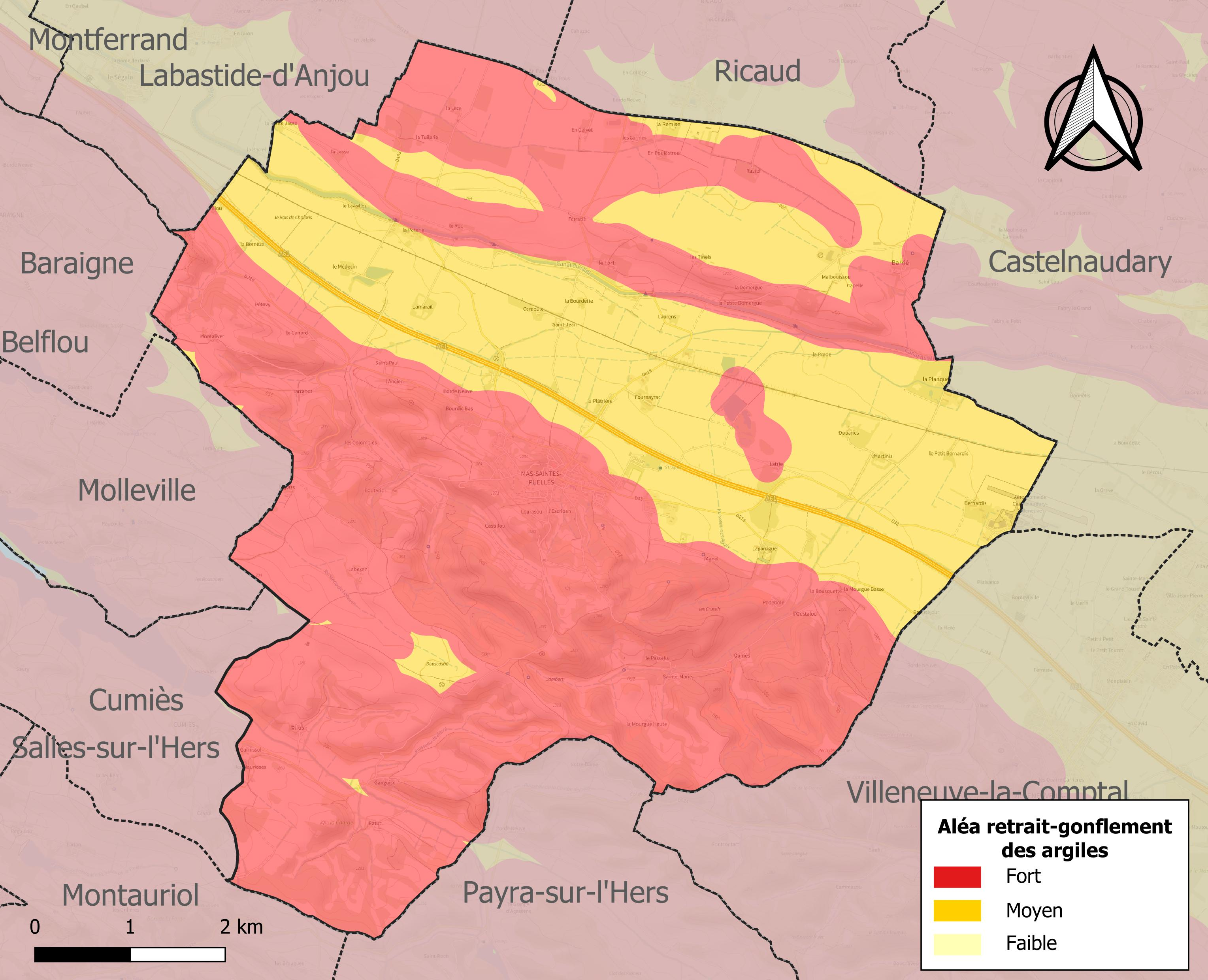
Carte des zones d'aléa retrait-gonflement des sols argileux de Mas-Saintes-Puelles.

Le retrait-gonflement des sols argileux est susceptible d'engendrer des dommages importants aux bâtiments en cas d’alternance de périodes de sécheresse et de pluie. La totalité de la commune est en aléa moyen ou fort (75,2 % au niveau départemental et 48,5 % au niveau national). Sur les 444 bâtiments dénombrés sur la commune en 2019, 444 sont en aléa moyen ou fort, soit 100 %, à comparer aux 94 % au niveau départemental et 54 % au niveau national. Une cartographie de l'exposition du territoire national au retrait gonflement des sols argileux est disponible sur le site du BRGM,.

#### Risques technologiques
Le risque de transport de matières dangereuses sur la commune est lié à sa traversée par une route à fort trafic et une ligne de chemin de fer. Un accident se produisant sur de telles infrastructures est en effet susceptible d’avoir des effets graves au bâti ou aux personnes jusqu’à 350 m, selon la nature du matériau transporté. Des dispositions d’urbanisme peuvent être préconisées en conséquence.

## Toponymie
Selon une tradition ancienne, les Puelles, qui identifient aujourd'hui la commune, furent deux jeunes femmes, qui recueillirent le corps martyrisé de Saturnin (saint Sernin), le premier évêque de Toulouse au IIIe siècle, pour lui donner une sépulture chrétienne. Pour ce fait, elles furent chassées de Toulouse par l'autorité romaine et se réfugièrent en ce lieu, où elles moururent. Elles y furent inhumées avant leur translation dans la nouvelle agglomération, qui prit leur nom. Leurs reliques sont conservées dans l’église.

## Histoire
Au Moyen Âge, la localité comptait de nombreux "bons hommes" et "bonnes femmes", des personnages tenus pour sages et saints par la population mais considérés comme hérétiques par l'Eglise (et désignés à tort comme "non cathares" par certains historiens déconstructionnistes du début du XXIe siècle). En 1242, des seigneurs languedociens venus de Montségur, s'y arrêtèrent avant d'aller assassiner à Avignonet-Lauragais deux inquisiteurs, Etienne de Saint-Thibéry et Guillaume Arnaud, qui y tenaient tribunal. En 1246-1247, les inquisiteurs Bernard de Caux et Jean de Saint-Pierre interrogèrent systématiquement les habitants du Mas-Saintes-Puelles sur l'hérésie et les hérétiques.
Au XIVe siècle, les augustins fondèrent au Mas un couvent avec pour mot d'ordre la réévangélisation du Lauragais.
Durant les guerres de Religion, le village était farouchement protestant. Au lieu-dit la Planque se trouvait une petite communauté de protestants qui permettait à Henri de Navarre et Catherine de Médicis d'avoir une entrevue secrète.
En 1598, après l'édit de Nantes, une bande huguenote continuait à attaquer les convois marchands. En 1622, Louis XIII fat détruire le village. Il ne reste de vestiges du Moyen Âge que le portail de l'église du XIVe siècle. Le village fut reconstruit et le culte catholique rétabli.
Au XVIIe siècle, un couvent de l'ordre de la Merci (pour la rédemption des captifs en Terre musulmane) y fut construit. Saint Pierre Nolasque, fondateur de l'ordre au XIIIe siècle, serait né dans le village.
Au cours de la Révolution française, la commune porta provisoirement le nom de Le Mas-l'Union.

## Politique et administration

### Rattachements administratifs et électoraux
Commune faisant partie de la communauté de communes Castelnaudary Lauragais Audois et du canton du Bassin chaurien (avant le redécoupage départemental de 2014, Mas-Saintes-Puelles faisait partie de l'ex-canton de Castelnaudary-Sud).

## Liste des maires
| Période                                  | Période  | Identité           | Étiquette | Qualité                                                                     |
| ---------------------------------------- | -------- | ------------------ | --------- | --------------------------------------------------------------------------- |
| 1971                                     | 2008     | Georges de Capella |           |                                                                             |
| mars 2008                                | mai 2020 | Alain Carles       | SE        | Agriculteur retraité                                                        |
| mai 2020                                 | En cours | Isabelle Siau      |           | vice-présidente de la Communauté de communes Castelnaudary Lauragais Audois |
| Les données manquantes sont à compléter. |          |                    |           |                                                                             |

## Population et société

### Démographie
| 1793 | 1800  | 1806  | 1821  | 1831  | 1836  | 1841  | 1846  | 1851  |
| ---- | ----- | ----- | ----- | ----- | ----- | ----- | ----- | ----- |
| 940  | 1 043 | 1 045 | 1 034 | 1 254 | 1 298 | 1 236 | 1 346 | 1 311 |

| 1856  | 1861  | 1866  | 1872  | 1876  | 1881  | 1886  | 1891  | 1896  |
| ----- | ----- | ----- | ----- | ----- | ----- | ----- | ----- | ----- |
| 1 291 | 1 263 | 1 218 | 1 103 | 1 142 | 1 173 | 1 202 | 1 126 | 1 050 |

| 1901  | 1906  | 1911  | 1921 | 1926 | 1931 | 1936 | 1946 | 1954 |
| ----- | ----- | ----- | ---- | ---- | ---- | ---- | ---- | ---- |
| 1 025 | 1 025 | 1 060 | 936  | 902  | 860  | 837  | 820  | 792  |

| 1962 | 1968 | 1975 | 1982 | 1990 | 1999 | 2006 | 2011 | 2016 |
| ---- | ---- | ---- | ---- | ---- | ---- | ---- | ---- | ---- |
| 711  | 682  | 617  | 640  | 720  | 805  | 876  | 906  | 916  |

| 2021 | 2022 | - | - | - | - | - | - | - |
| ---- | ---- | - | - | - | - | - | - | - |
| 933  | 937  | - | - | - | - | - | - | - |

## Économie

### Revenus
En 2018  (données Insee publiées en septembre 2021), la commune compte 348 ménages fiscaux, regroupant 846 personnes. La médiane du revenu disponible par unité de consommation est de 20 720 € (19 240 € dans le département).

### Emploi
| Division       | 2008   | 2013   | 2018   |
| -------------- | ------ | ------ | ------ |
| Commune        | 7,1 %  | 6,6 %  | 8,7 %  |
| Département    | 10,2 % | 12,8 % | 12,6 % |
| France entière | 8,3 %  | 10 %   | 10 %   |

En 2018, la population âgée de 15 à 64 ans s'élève à 568 personnes, parmi lesquelles on compte 72,3 % d'actifs (63,6 % ayant un emploi et 8,7 % de chômeurs) et 27,7 % d'inactifs,. Depuis 2008, le taux de chômage communal (au sens du recensement) des 15-64 ans est inférieur à celui de la France et du département.
La commune fait partie de la couronne de l'aire d'attraction de Castelnaudary, du fait qu'au moins 15 % des actifs travaillent dans le pôle,. Elle compte 121 emplois en 2018, contre 117 en 2013 et 114 en 2008. Le nombre d'actifs ayant un emploi résidant dans la commune est de 364, soit un indicateur de concentration d'emploi de 33,3 % et un taux d'activité parmi les 15 ans ou plus de 56,1 %.
Sur ces 364 actifs de 15 ans ou plus ayant un emploi, 59 travaillent dans la commune, soit 16 % des habitants. Pour se rendre au travail, 90,6 % des habitants utilisent un véhicule personnel ou de fonction à quatre roues, 2,8 % les transports en commun, 3,1 % s'y rendent en deux-roues, à vélo ou à pied et 3,6 % n'ont pas besoin de transport (travail au domicile).

### Activités hors agriculture

#### Secteurs d'activités
61 établissements sont implantés  à Mas-Saintes-Puelles au 31 décembre 2019. Le tableau ci-dessous en détaille le nombre par secteur d'activité et compare les ratios avec ceux du département,.
| Secteur d'activité                                                                                        | Commune | Commune | Département |
| Secteur d'activité                                                                                        | Nombre  | %       | %           |
| --- | ------- | ------- | ----------- |
| Ensemble                                                                                                  | 61      |         |             |
| Industrie manufacturière, industries extractives et autres                                                | 12      | 19,7 %  | (8,8 %)     |
| Construction                                                                                              | 14      | 23 %    | (14 %)      |
| Commerce de gros et de détail, transports, hébergement et restauration                                    | 13      | 21,3 %  | (32,3 %)    |
| Information et communication                                                                              | 4       | 6,6 %   | (1,6 %)     |
| Activités immobilières                                                                                    | 2       | 3,3 %   | (5,2 %)     |
| Activités spécialisées, scientifiques et techniques et activités de services administratifs et de soutien | 6       | 9,8 %   | (13,3 %)    |
| Administration publique, enseignement, santé humaine et action sociale                                    | 6       | 9,8 %   | (13,2 %)    |
| Autres activités de services                                                                              | 4       | 6,6 %   | (8,8 %)     |

Le secteur 1 est prépondérant sur la commune puisqu'il représente 23 % du nombre total d'établissements de la commune (14 sur les 61 entreprises implantées  à Mas-Saintes-Puelles), contre 14 % au niveau départemental.

#### Entreprises
Les deux entreprises ayant leur siège social sur le territoire communal qui génèrent le plus de chiffre d'affaires en 2020 sont : 
- Occitan Transports Entretien - Ote, transports routiers de fret interurbains (10 880 k€)
- Abella - Mabaya, autres enseignements (10 k€)

### Agriculture
La commune est dans le Lauragais, une petite région agricole occupant le nord-ouest du département de l'Aude,. En 2020, l'orientation technico-économique de l'agriculture  sur la commune est la culture de céréales et/ou d'oléoprotéagineuses.
|               | 1988  | 2000 | 2010 | 2020 |
| ------------- | ----- | ---- | ---- | ---- |
| Exploitations | 47    | 28   | 23   | 15   |
| SAU (ha)      | 2 172 | 1498 | 1286 | 1005 |

Le nombre d'exploitations agricoles en activité et ayant leur siège dans la commune est passé de 47 lors du recensement agricole de 1988  à 28 en 2000 puis à 23 en 2010 et enfin à 15 en 2020, soit une baisse de 68 % en 32 ans. Le même mouvement est observé à l'échelle du département qui a perdu pendant cette période 60 % de ses exploitations,. La surface agricole utilisée sur la commune a également diminué, passant de 2 172 ha en 1988 à 1 005 ha en 2020. Parallèlement la surface agricole utilisée moyenne par exploitation a augmenté, passant de 46 à 67 ha.

## Culture locale et patrimoine
En 1851, création de la Société de Secours Mutuels par l'abbé Teisseire. C'est une société d'entraide pour les défavorisés (santé, éducation, frais de sépulture...), sorte de sécurité sociale et mutuelle. Elle porte le nom de Société Mutualiste Saint Pierre De Nolasque du nom du saint patron du village. C'est la plus ancienne des sociétés mutualistes de l'Aude.
La société existe toujours sous le nom d'Amicale Saint-Pierre De Nolasque.
En 1857, s'établit, en bordure du canal du Midi au lieu-dit "le Médecin" une poterie qui existe aujourd'hui sous le nom de "Poterie Not" et qui a obtenu le label "Entreprise du Patrimoine Vivant".

### Lieux et monuments

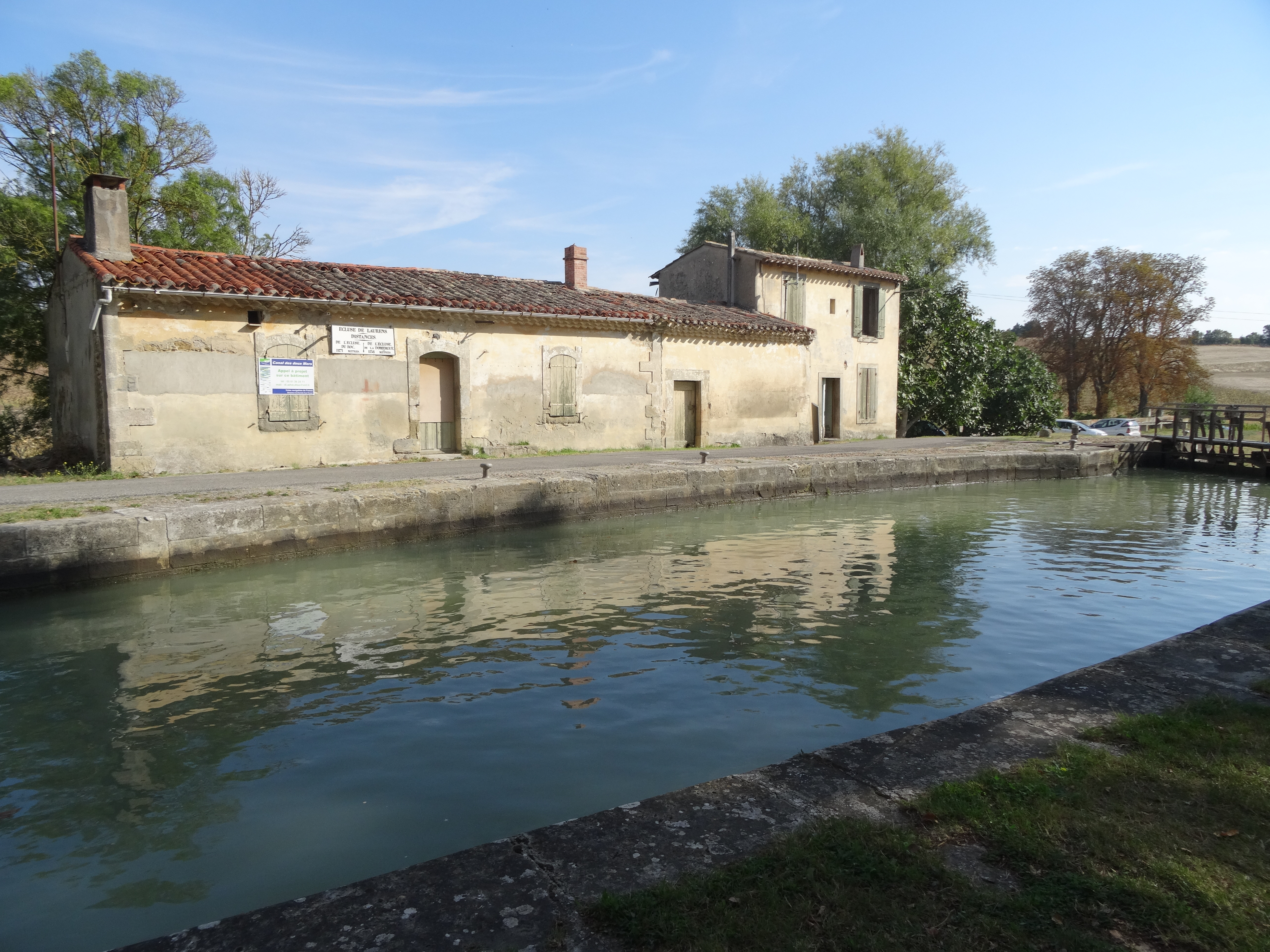
Écluses de Laurens.

- Église Saintes-Puelles. Le Portail au Sud a été classé au titre des monuments historiques en 1908[43].
- Maison Nicol, classé monument historique[44] en 1964
- Les moulins de laffont
- Châteaux du pays cathare
- Canal du Midi, écluse de Laurens, écluse de la Domergue, écluse de la Planque, écluse du Roc, écluse de la Méditerranée.

### Personnalités liées à la commune
- Pierre Nolasque, fondateur de l'"Ordre de la Merci" pour le rachat des esclaves détenus par les Barbaresques.
- Laurent Esquerré

### Héraldique
| Blason de Mas-Saintes-Puelles | Blason  | De gueules à la croix de Malte d'argent bordée d'or. |
| Blason de Mas-Saintes-Puelles | Détails | Le statut officiel du blason reste à déterminer.     |